# MGM China Holdings
MGM China Holdings Ltd, kinesiska: 美高梅中国控股有限公司, är ett kinesiskt företag inom gästgiveri och hasardspel. De äger tillgångar i Macao via sitt intressebolag MGM Grand Paradise. De själva är ett dotterbolag till det amerikanska kasinoföretaget MGM Resorts International.
Företaget är registrerat på Caymanöarna men har sitt huvudkontor i kasinot MGM Macau i Sé i Macao.

## Historik
Företaget grundades den 2 juli 2010 i syfte att ha det som ett holdingbolag åt samriskföretaget MGM Grand Paradise som äger och driver kasinot MGM Macau som uppfördes 2007 av MGM Resorts International och dess lokala partner Pansy Ho, dotter till den lokala kasinomagnaten Stanley Ho.

## Tillgångar
Uppdaterat: 31 december 2020
|         | Namn      | Ort                | Invigd  | Antal hotellrum | Spelyta (m2) |
| ------- | --------- | ------------------ | ------- | --------------- | ------------ |
|         | MGM Cotai | Cotai, Macao, Kina | 2018    | 1 390           | 27 696       |
|         | MGM Macau | Sé, Macau, Kina    | 2007    | 582             | 28 551       |
| Totalt: | Totalt:   | Totalt:            | Totalt: | 1 972           | 56 247       |